# Modèle objet-relationnel
Le modèle objet-relationnel est, en informatique, une manière de modéliser les informations contenues dans une base de données qui reprend le modèle relationnel en ajoutant quelques notions empruntées au modèle objet, venant combler les plus grosses lacunes du modèle relationnel. 
La  technologie objet-relationnelle est  née en 1992, elle est donc assez nouvelle sur le marché des SGBD, dominé depuis environ 1970 par les bases de données relationnelles.